# Dzień pokoju
Dzień pokoju (niem. Friedenstag) – opera z muzyką Richarda Straussa i librettem Josepha Gregora.

## Osoby
- Komendant – baryton
- Maria – sopran
- Holsztyńczyk – bas
- Wachmistrz – bas
- Strzelec – tenor
- Piemontczyk – tenor
- Rusznikarz – bas
- Muszkieter – bas
- Trębacz – bas
- Burmistrz – tenor
- Oficer – baryton
- Prałat – baryton
- Oficer frontowy – baryton
- Kobieta z ludu – sopran

## Treść
Akcja opery rozgrywa się w roku 1648, pod koniec wojny trzydziestoletniej, w niemieckim katolickim mieście oblężonym przez protestantów.
Zgodnie z rozkazem cesarza miasto ma być bronione za wszelką cenę, mimo panującego głodu. Mieszkańcy wdzierają się do cytadeli żądając poddania twierdzy, lecz Komendant odmawia i postanawia wysadzić ją razem ze sobą w powietrze. Maria, jego żona, chce zginąć razem z nim. Nadchodzi jednak wiadomość o kolejnym szturmie oblegających, obrońcy przygotowują się więc do walki. Niespodzianie dźwięk dzwonów oznajmia zawarcie rozejmu. Mury rozstępują się i rozbrzmiewa pieśń na cześć pokoju.

## Historia utworu
Autorem libretta Dnia pokoju miał być Stefan Zweig, który zwrócił uwagę Straussa na temat zakończenia wojny trzydziestoletniej. Władze nazistowskich Niemiec dały jednak Straussowi do zrozumienia, że współpraca z librecistą Żydem jest niedopuszczalna; napisanie libretta powierzono zatem Josephowi Gregorowi, który pracował pod ukrywanym nadzorem Zweiga. Opera była gotowa w 1936 roku, a premierę miała w Monachium, w 1938. W obsadzie prapremierowej wystąpili Hans Hotter jako Komendant i Viorica Ursuleac jako Maria, dyrygował Clemens Krauss, a operę wystawiono razem z baletem Twory Prometeusza do muzyki Beethovena. W tym samym roku wystawiono Dzień pokoju w Dreźnie, łącząc tę operę z Dafne. Po II wojnie światowej utwór był wystawiany dość rzadko.

## Nagrania
| Obsada (Komendant, Maria)     | Dyrygent            | Orkiestra, chór                                                          | Wytwórnia           | Rok nagrania | Uwagi            |
| ----------------------------- | ------------------- | ------------------------------------------------------------------------ | ------------------- | ------------ | ---------------- |
| Bernd Weikl, Sabine Hass      | Wolfgang Sawallisch | Chór Opery Bawarskiej, Orkiestra i Chór Radia Bawarskiego                | EMI                 | 1988         | Nagranie na żywo |
| Roger Roloff, Alessandra Marc | Robert Bass         | The New York City Gay Men’s Chorus, The Collegiate Chorale and Orchestra | Koch                | 1989         | Nagranie na żywo |
| Albert Dohmen, Deborah Voigt  | Giuseppe Sinopoli   | Staatsopernchor Dresden, Staatskapelle Dresden                           | Deutsche Grammophon | 2001         |                  |